# Гёк медресе (Сивас)
Гёк медресе (тур. Gök Medrese; буквально: "небесное медресе" или "синие медресе"), также известное как Медресе Сахибие (тур. Sahibiye Medresesi), — медресе XIII века в городе Сивас (Турция).
Медресе было построено по заказу Сахиб Аты, визиря и фактического правителя Конийского султаната после смерти Перване в 1277 году, с которым он до 1271 года был в хороших отношениях. По воле Сахиб Аты было возведено множество зданий в Анатолии. Гёк медресе — одно из самых внушительных из них. Оригинальное название медресе — Сахибие, происходящее от имени Сахиб Ата. Но сооружение стало более известно как Гёк медресе из-за использования бирюзовых («небесных») изразцов в своей отделке.

## История
Медресе было построено по проекту архитектора, известного как Калоян из Коньи. Первоначально это было двухэтажное здание. Оно включало также хаммам (турецкая баня) и столовую на 30 человек. До нынешнего времени сохранились лишь 13 комнат на первом этаже. Гёк медресе было реконструировано в 1823 году и использовалось по назначению вплоть до 1926 года.

## Технические детали
Существует два 25-метровых высоких минарета, по каждой из сторон здания. Ширина сооружения составляет 31,25 метр. Размеры внутреннего двора — 24,25 на 14,40 метров. Здание разделено на мечеть (молельный зал) и классные комнаты.

## Вакуф
В средние века в исламских странах вакуф был источником дохода для мусульманских культовых учреждений, наделённым всем необходимым для эксплуатации и содержания фондов, а также на содержание своих работников. Для Гёк медресе такими источниками дохода служили 85 рынков, девять деревень, две фермы и другие источники.

## Галерея

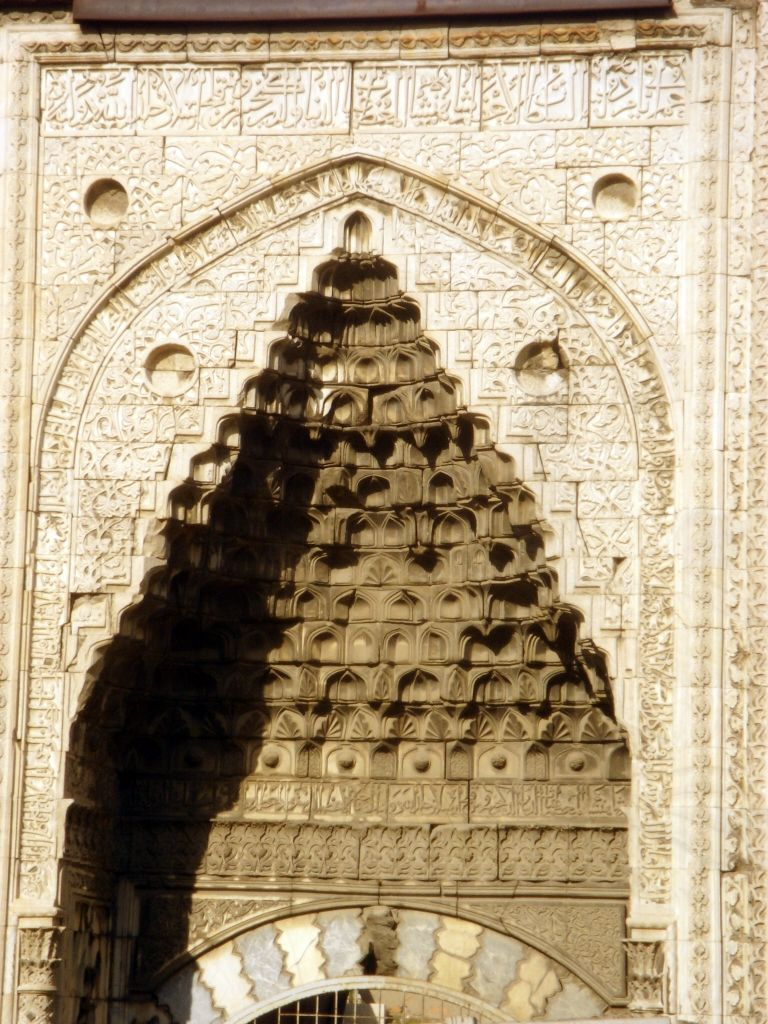
Мукарны медресе.
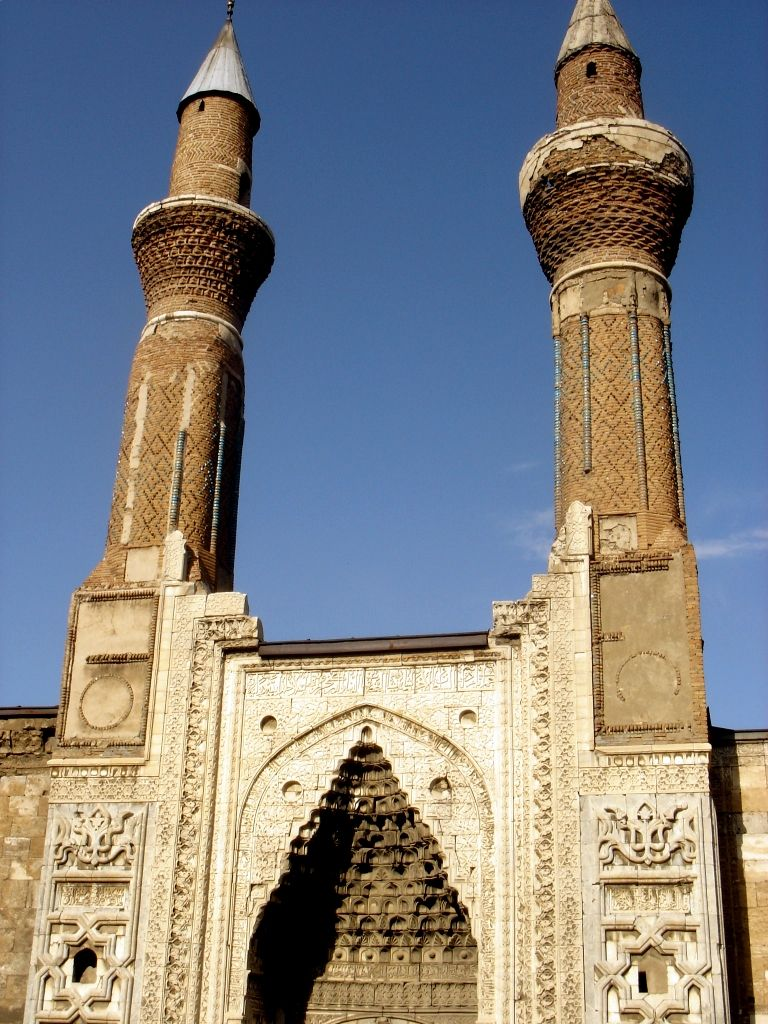